# Battesimo di Cristo (Perugino Città della Pieve)

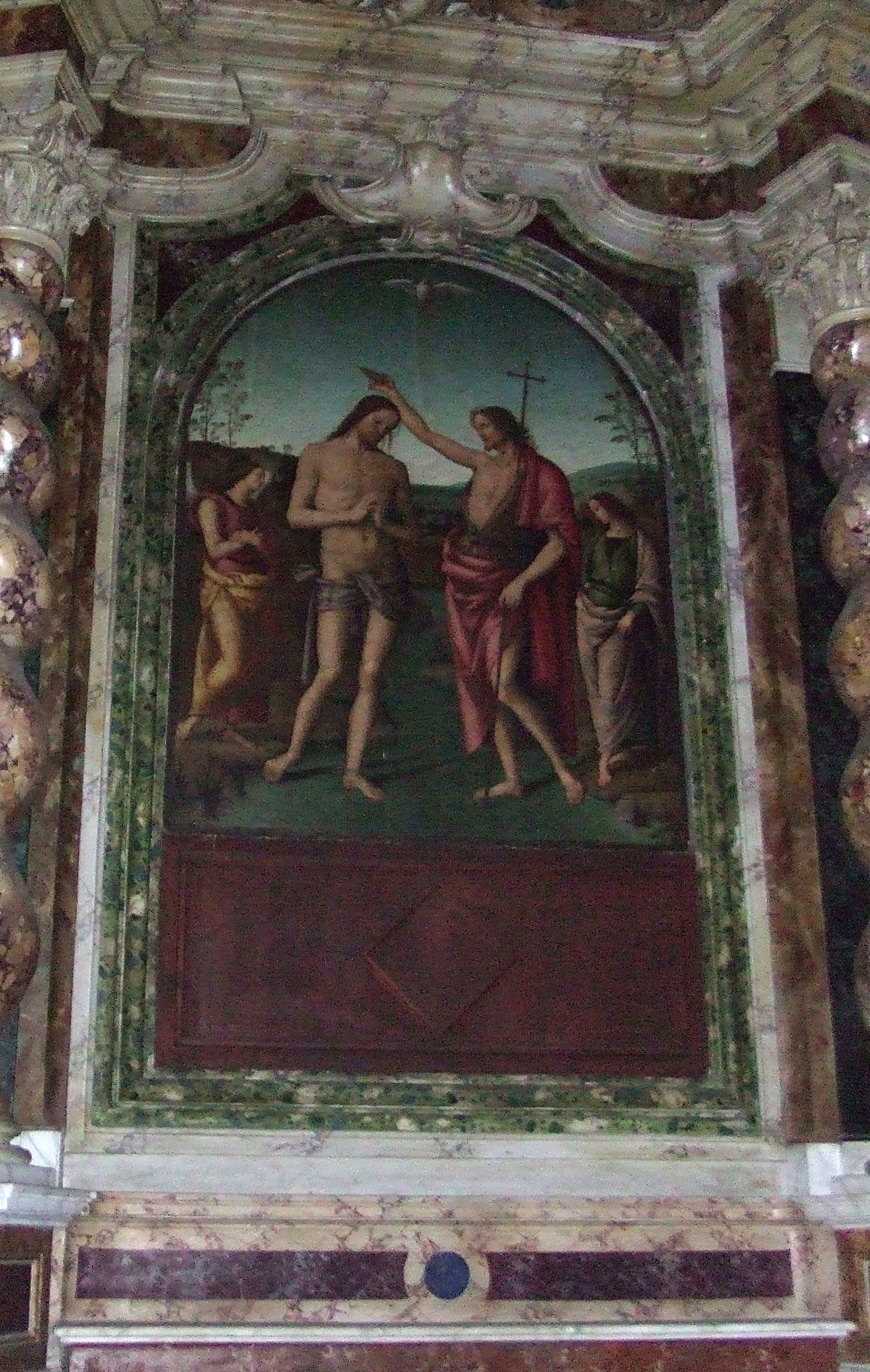
Il dipinto sul posto

Il Battesimo di Cristo è un dipinto del pittore Perugino realizzato circa nel 1510 e conservato nel duomo di Città della Pieve.

## Storia
Perugino realizzò il dipinto per la cappella di San Giovanni Battista del Duomo di Città della Pieve.
Il dipinto fu restaurato per la prima volta nel 1921 da Colarieti Tosti, poi nel 1962 da Giovanni Mancini e infine nel 2010.
Il lavoro non è stato mantenuto in condizioni ottimali e l'umidità ambientale e le differenze termiche hanno accelerato l'inesorabile processo di deterioramento causando crepe nella direzione delle fibre di legno con conseguente sollevamento e distacco del colori.
Il dipinto è incorniciato da modanature barocche di marmi policromi e accompagnato, sulla parete destra, con una copia dell'autoritratto del Perugino. 

## Descrizione
I tema del dipinto è il battesimo di Gesù. Gesù in piedi con le mani giunte e il capo chinato riceve l'acqua del battesimo versata da Giovanni Battista postato a destra recante in mano il suo bastone incrociato. Ciascuno di loro è accompagnato da un angelo al proprio lato. Sopra di loro la colomba dello Spirito Santo allarga le ali, le zampe appoggiate su una piccola nuvola. I loro piedi sono bagnati dalle acque del Giordano che si snoda dal paesaggio di fondo. Il paesaggio è composto da alberi stilizzati sui lati che curvano i loro rami nella direzione della sommità curva del dipinto; si vede una città posta al centro della composizione tra i torsi dei protagonisti. 
Il luminoso cielo bianco all'orizzonte si degrada sollevandosi verso l'alto per diventare scuro a livello della colomba. La scena è illuminata da sinistra, come evidenziato dalle uniche ombre delle gambe dei personaggi sul terreno.

## Stile
La simmetria è presente ovunque nella composizione tra i due protagonisti, gli angeli; gli alberi, la città al centro, le colline su entrambi i lati. Solo il fiume si snoda lungo l'asse centrale del dipinto. La prospettiva è resa solo piano per piano, in base alla loro distanza dalla loro chiarezza. 
Il volto di Dio Padre non è mostrato in contraddizione con il dogma della Santissima Trinità.